# سیندی آدامز
سیندی آدامز (انگلیسی: Cindy Adams؛ زادهٔ ۲۴ آوریل ۱۹۳۰) یک روزنامه‌نگار اهل ایالات متحده آمریکا است.
در سال ۱۹۴۹ آدامز برای مصاحبه با سوکارنو به اندونزی رفت.
در ژانویه ۱۹۶۴ سوکارنو از سیندی آدامز درخواست کرد تا برای نوشتن زندگی نامه او به اندونزی بازگردد. آدامز قبل از سفر به اندونزی با سوکارنو قرارداد بست و قرارداد بدین شرح بود: 《سفرهای هوایی‌ام باید اختصاصی باشد؛ یک هواپیما کافی نیست؛چند هواپیما؛ یک هلیکوپتر و خلبان و خدمه شخصی، آن هم از نوع زبده و کارآمد.》
از آثار محبوب او میتوان به 《سرگذشت سوکارنو》 اشاره کرد که در سال ۱۹۶۵ نوشته و منتشر شد. محتوای این کتاب اشاره به مهربانی ها و دوست داشتنی بودن سوکارنو دارد.